# Intakes
Intakes är ett studioalbum av den amerikanske rockartisten Rick Nelson, utgivet i september 1977.

## Låtlista
1. "You Can't Dance" (Tim Ryan/Bob Yeomans)
2. "One X One" (Dennis Larden)
3. "I Wanna Move With You" (Baker Knight)
4. "It's Another Day" (Rick Nelson)
5. "Wings" (Dennis Larden)
6. "Five Minutes More" (Art DelGudico/Jay DeWitt White)
7. "Change Your Mind" (Jay DeWitt White)
8. "Something You Can't Buy" (Rick Nelson)
9. "Gimme a Little Sign" (Joe Hooven/Alfred Smith/Jerry Winn)
10. "Stay Young (Benny Gallagher/Graham Lyle)